# Igoh Ogbu
Igoh Ogbu (* 8. února 2000 Jos) je nigerijský profesionální fotbalista, který hraje na pozici středního obránce za český klub SK Slavia Praha. Je také bývalým nigerijským mládežnickým reprezentantem.

## Klubová kariéra

### Rosenborg
Ogbu je odchovancem nigerijského klubu Gombe United, ze kterého v únoru 2018 přestoupil do norského Rosenborgu, kde podepsal čtyřletou smlouvu. Po hostování v Levangeru v sezóně 2018 odešel na hostování s opcí do Sogndalu, kam v červnu 2020 přestoupil natrvalo.

### Songdal
V dresu druholigového Sogndalu odehrál přes 40 soutěžních utkání, v ročníků 2020 s ním postoupil až do finále postupového play-off, ve kterém podlehli prvoligovému Mjøndalenu.

### Lillestrøm
Dne 29. ledna 2021 podepsal pětiletou smlouvu s prvoligovým Lillestrømem. V Eliteserien debutoval 16. května 2021 proti Strømsgodsetu; v utkání skóroval, ale prohře 1:3 zabránit nedokázal. V ročnících 2021 a 2022 odehrál v nejvyšší soutěži dohromady 54 utkání, ve kterých vstřelil 4 branky a na další 3 přihrál. Na podzim 2022 debutoval také v evropských pohárech, když odehrál celé utkání druhého předkola Konferenční ligy proti SJK Seinäjoki.

### Slavia Praha
Dne 6. ledna 2023 podepsal tříletou smlouvu se Slavií Praha. Svůj debut v české nejvyšší soutěži si odbyl 11. února 2023, kdy nastoupil ve stoperské dvojici s Eduardem Santosem v utkání proti Zbrojovce Brno. Ogbu se stal ihned stabilním členem základní sestavy trenéra Jindřicha Trpišovského. Svou první branku v dresu Slavie vstřelil 15. dubna v pražském derby proti Spartě při remíze 3:3. 3. května odehrál Ogbu celé finálové utkání českého poháru proti Spartě a svým výkonem přispěl k výhře 2:0 a k zisku své první trofeje v kariéře. V jarní části sezony 2022/23 odehrál Ogbu dohromady 18 utkání a vstřelil 1 branku.
Ogbu o své místo v základní sestavě nepřišel ani na začátku sezony 2023/24. 10. srpna obdržel Ogbu přímou červenou kartu v utkání třetího předkola Evropské ligy proti ukrajinskému SK Dnipro-1 a dostal dvouzápasový trest. Se Slavií ale Ogbu postoupil do skupinové fáze soutěže, 21. září si odbyl svůj debut v základní skupině v utkání proti Servette FC a gólem přispěl k výhře 2:0. O dva týdny později se střelecky prosadil i při vysokém vítězství 6:0 nad Šeriffem Tiraspol. V lednu 2024 byl Ogbu spojován s přestupem do francouzského Stade Rennes, nigerijský obránce se ale rozhodl zůstat v Praze. V průběhu sezony 2023/24 odehrál Ogbu dohromady 41 soutěžních utkání a pomohl Slavii ke konečné druhé příčce v lize a k postupu do osmifinále Evropské ligy.
Dne 21. září 2024 utrpěl Ogbu v utkání 9. kola první ligy proti Plzni zlomeninu jařmového oblouku v obličeji a čekala jej několikaměsíční rehabilitace. Na hřiště se Ogbu vrátil 31. října, kdy odehrál celé pohárové utkání proti Benátkám nad Jizerou, v němž vedl tým jako kapitán. V únoru 2025 stál o Ogbua Galatasaray, nabídka tureckého klubu však byla vedením Slavie odmítnuta.

## Reprezentační kariéra
Ogbu nastoupil za nigerijskou reprezentaci do 20 let na Africkém poháru národů do 20 let 2019 a na Mistrovství světa do 20 let 2019.

## Statistiky
K 8. lednu 2023
| Klub             | Sezóna  | Liga         | Liga   | Liga | Pohár  | Pohár | Evropské poháry | Evropské poháry | Celkem | Celkem |
| Klub             | Sezóna  | Liga         | Zápasy | Góly | Zápasy | Góly  | Zápasy          | Góly            | Zápasy | Góly   |
| ---------------- | ------- | ------------ | ------ | ---- | ------ | ----- | --------------- | --------------- | ------ | ------ |
| Gombe United     | 2016/17 | NPFL         | 5      | 0    | —      | —     | —               | —               | 5      | 0      |
| Rosenborg        | 2018    | Eliteserien  | 0      | 0    | 0      | 0     | 0               | 0               | 0      | 0      |
| Rosenborg        | 2019    | Eliteserien  | 0      | 0    | 1      | 0     | 0               | 0               | 1      | 0      |
| Rosenborg        | Celkem  | Celkem       | 0      | 0    | 1      | 0     | 0               | 0               | 1      | 0      |
| Levanger (host.) | 2018    | 1. divisjon  | 9      | 0    | 1      | 0     | —               | —               | 10     | 0      |
| Sogndal          | 2019    | 1. divisjon  | 16     | 1    | 0      | 0     | —               | —               | 16     | 1      |
| Sogndal          | 2020    | 1. divisjon  | 28     | 1    | —      | —     | —               | —               | 28     | 1      |
| Sogndal          | Celkem  | Celkem       | 44     | 2    | 0      | 0     | —               | —               | 44     | 2      |
| Lillestrøm       | 2021    | Eliteserien  | 26     | 1    | 4      | 0     | —               | —               | 30     | 1      |
| Lillestrøm       | 2022    | Eliteserien  | 28     | 3    | 0      | 0     | 3               | 0               | 31     | 3      |
| Lillestrøm       | Celkem  | Celkem       | 54     | 4    | 4      | 0     | 3               | 0               | 61     | 4      |
| Slavia Praha     | 2022/23 | Fortuna:Liga | 11     | 1    | 2      | 0     | —               | —               | 13     | 1      |
| Celkem           | Celkem  | Celkem       | 123    | 7    | 5      | 0     | 3               | 0               | 134    | 7      |